# Alonso de Ribera
Alonso de Ribera y Zambrano (Úbeda, c. 1560 - Concepción, Gobernación de Chile, 9 de marzo de 1617) fue un militar, tercio y conquistador español que ejerció como gobernador de Chile en dos períodos, y en el intervalo entre ambos, fue nombrado como gobernador del Tucumán entre 1606 y 1611. 
En el primer mandato chileno (1601-1605) introdujo reformas que, con el tiempo pasaron a ser claves dentro de la estrategia española de encarar la guerra de Arauco: consolidar una frontera bien defendida y atender el servicio de esa frontera con un ejército profesional y permanente de 1500 hombres, y no con levas de vecinos. Su plan estratégico, basado en el avance de sucesivas líneas de fuertes para ir consolidando la conquista poco a poco, fue llevado a la práctica por el Estado de Chile, dos siglos y medio después de ideado, en la Ocupación de la Araucanía (1861).

## Biografía

### Lucha en Flandes
En 1579 figuraba como soldado del ejército español comandado por Alejandro Farnesio, luchando en la guerra de Flandes, concretamente participando en la toma de Maastricht ocurrida ese año. En 1584, siendo ya sargento, fue uno de los 11 700 españoles que participaron en el largo sitio de Amberes. En 1587 llegó al grado de alférez, y al año siguiente se embarcó en la Armada Invencible, como parte del destacamento destinado a la frustrada invasión de Inglaterra.

### Primera campaña en Francia
En 1590 pasó con el ejército de Farnesio, a Francia, en apoyo a la Santa Liga de París y con el objetivo de impedir la entronización de Enrique IV. Ribera se destacó durante esa campaña en la toma de la plaza fortificada de Corbeil, el 16 de octubre.

### Capitán: segunda campaña en Francia
En 1591 el duque de Parma volvió a internarse en Francia, nombrando ahora a Ribera capitán y entregándole una compañía. Tras varios años de campaña, el 8 de mayo de 1594, Ribera fue herido de gravedad durante el asalto a Capelle, en Picardía. Recíén repuesto de sus lesiones, el 26 de junio, fue uno de los capitanes que encabezó el sangriento ataque sobre las murallas de Châtelet que culminó con la rendición de la ciudad a las pocas horas. Al mes siguiente decidía, según cronista de la época con su compañía el resultado de uno de los combates del sitio de Doullens. 
Pese a haber perdido en la práctica la campaña, los españoles continuaron algún tiempo con las hostilidades. Ribera siguió afianzando su reputación en estas postreras acciones. Destacándose, por ejemplo, en el asalto y rendición de Cambrai, en septiembre de 1595, o el asedio y toma de Calais, bajo el mando del archiduque cardenal Alberto de Austria, en abril de año siguiente. La guerra retrocedía a territorio flamenco, lo que llevó a Ribera a participar en la toma de Hulst, en julio, también de 1596.

### Tercera campaña de Francia: sargento mayor
En 1597 los españoles, vanamente esperanzados en desatar el derrocamiento de Enrique IV, volvieron a invadir Francia. Ribera logró reputarse en los combates que rodearon el sitio de Amiens. A fines de año, de vuelta a los Países Bajos, el archiduque Alberto le entregó el mando de un tercio —2500 hombres—, con el rango de sargento mayor.

### Gobernador de Chile: primer período

#### Antecedentes de su nombramiento
Cuando en 1599 fue designado gobernador de Chile, por Felipe III, la guerra de Arauco contra los mapuche se arrastraba desde hacía ya medio siglo, sin significativos avances españoles. Más aún, las últimas alternativas de las acciones se habían mostrado muy desfavorables a los conquistadores. El reciente desastre de Curalaba, 1598, había terminado con la muerte del gobernador Martín Óñez de Loyola y el despoblamiento de las ciudades fundadas al sur del Río Biobío. Es de creer que estos sucesos influyeron en la designación real de un militar veterano para reemplazo del cargo de gobernador.

#### Viaje a Chile
Ribera se embarcó en Sevilla, en abril de 1600, con pequeños refuerzos de 200 hombres, entre los que se encontraba Alonso González de Nájera, futuro cronista de las campañas contra los mapuches.
Ya en Portobelo, Tierra Fime —actual Panamá— se entrevistó con Alonso de Sotomayor, entonces gobernador español local, que había mandado en Chile años atrás. Este lo ilustró ampliamente acerca de la situación de la colonia que le tocaría dirigir. De estas conversaciones surgió el convecimiento de que era necesario aumentar los recursos con los que los españoles hacían la guerra, escribiendo de inmediato al rey pidiendo urgentes refuerzos.
En Lima se encontró con que el virrey del Perú, Luis de Velasco y Castilla, quien estaba convencido de que el gobernador de Chile que había designado, Alonso García de Ramón, era el hombre indicado para solucionar la Guerra de Arauco. Por tanto, el recibimiento fue frío. Pero Velasco no se pudo negar a seguir las instrucciones reales, que incluían la orden de que Perú entregara sesenta mil ducados anuales para el financiamiento de las operaciones militares que Ribera debía encabezar.

#### En Chile
El 11 de febrero de 1601, Ribera era recibido en Concepción por Alonso García de Ramón. Este último, a instancias del virrey Velasco, intentó convertirse en un consejero de guerra de la nueva autoridad, instándolo a emprender una expedición de tres columnas divididas por el terreno mapuche, y ofreciéndose a dirigir la más peligrosa de las misiones, la refundación de La Imperial. Tras algunas deliberaciones, el plan de García de Ramón fue rechazado de plano por Ribera, por lo que al gobernador saliente no quedó más alternativa que abandonar el país.
Alonso de Ribera entró en amoríos con la criolla María Lisperguer y Flores, tía de Catalina de los Ríos y Lisperguer y estuvo a punto de ser asesinado por despecho cuando Alonso de Ribera mostró estar enamorado de Inés de Córdoba.

#### Reforma del ejército
Lo que primero llamó la atención de Ribera fue el mal estado de la disciplina y la instrucción militar de las filas españolas. Sobre el ejército local, unos 1200 soldados en su mayoría provenientes de levas de vecinos y reclutamientos forzados en Perú de los que eran plenamente operativos unos 500, escribía al rey:

Estaba esta gente tan mal disciplinada y simple en las cosas de la milicia, escribía a poco de haber llegado a Chile, que nunca tal pudiera imaginar ni me sería posible darlo a entender.
Carta de Alonso de Ribera a Felipe III, del 17 de marzo de 1601.

Certifico a V. M. que es esto en tanta manera que [los soldados españoles] son más bárbaros en ello que los propios indios, que ha sido milagro de Dios, conforme a su proceder en la guerra y en la paz, que no los hayan echado de la tierra y degollado muchos años há.
Carta de Alonso de Ribera a Felipe III, del 16 de marzo de 1607.

Ribera, acostumbrado a la formalidad de las guerras europeas, se sorprendió de que en todo el ejército hubiera sólo una trompeta de órdenes. De que las compañías, durante los trayectos largos, se disolvieran y cada cual marchara cuidando sus propios bagajes. También de que no se acampara por compañías, y los soldados durmieran donde mejor les parecía.
Ribera por otra parte, siendo veterano de infantería, se sorprendió del poco uso que se daba a dicha fuerza de combate en Chile. Los oficiales locales, apegados a los primeros métodos de la conquista, preferían la caballería, pese a que los mapuches ya la dominaban e iban en camino de convertirse en una cultura equina:

La guerra que al presente se hace en Chile, es una milicia ciega sin determinado ni seguro fin, porque ni es suficiente para ganar ni conservar. No hacen los nuestros jamás mudanza en ella, aunque ven que el enemigo la ha hecho con su mucha caballería, y de la misma manera proceden que cuando no la tenía y era bárbaro en su milicia.
González de Nájera, Desengaño i reparo de la guerra de Chile.

#### Deja el cargo
Pese a las derrotas que Ribera infligió a los indígenas en Purén y a la tala sistemática de sementeras, la ausencia de un resultado inequívoco y la noticia de la pérdida de Villarrica hicieron que el monarca Felipe III decidiera en 1604 trasladarlo a la Gobernación del Tucumán y nombrar en su reemplazo a Alonso Sotomayor. Pero Sotomayor declinó el nombramiento, y en su lugar se designó en 1605 nuevamente a Alonso García Ramón, experimentado en las luchas chilenas, quien optó por la guerra frontal.

### Gobierno del Tucumán (1606-1611)
Asumió la gobernación del Tucumán en enero de 1606, teniendo residencia en la ciudad de Santiago del Estero, capital de esa región. Impulsó el desarrollo y progreso de las ocho ciudades existentes en dicha provincia.
El 24 de mayo de 1607 reedificó la ciudad de Londres —en la actual provincia argentina de Catamarca—, esta vez en el valle homónimo, a la que denominó San Juan Bautista de la Ribera de Londres, por intermedio del capitán Gaspar Doncel.
Auspició los sínodos de 1606 y 1607, llevados a cabo en Santiago del Estero, a instancias del obispo Hernando de Trejo y Sanabria. Con este último tuvo conflictos, por lo que fue excomulgado y multado con 1500 pesos por abusos del poder civil e intromisiones autoritarias, aunque más tarde fue perdonado.
En la ciudad de Santiago del Estero, se ocupó de limpiar y ensanchar las acequias de la ciudad e hizo construir un molino en las inmediaciones. Creó la función de teniente de los naturales, que debía controlar los tratos que recibían los indígenas dados en encomiendas. También ordenó la realización de un censo de extranjeros y de conventos e iglesias en la gobernación. Asimismo, apoyó la construcción de la nueva Catedral.
El gobernador Ribera recibió la orden de expulsar a los residentes flamencos, dada la guerra de estos contra España. Sin embargo, comprendiendo que estos habitantes eran gente de trabajo, con oficios diversos y que no eran de peligro, gestionó y consiguió que esa orden fuera dejada sin efecto.
En 1607 Ribera escribió al rey solicitándole la suma de 6000 pesos de renta en indígenas para sostener el Seminario. También le informó acerca de la visita efectuada a las ciudades de su distrito, las medidas de gobierno tomadas sobre diversos asuntos; la cuestión de la escasez y tratamiento de indígenas, número de habitantes, tenientes de gobernadores, incumplimiento de las ordenanzas de Gonzalo de Abreu y Figueroa, pueblos de encomiendas pertenecientes a la corona; calidad y producción de la tierra; aborígenes en pie de guerra; religiosos, iglesias, conventos, hospitales y ermitas que existían en su jurisdicción. Le anunciaba también el próximo envío de un padrón general de vecinos y naturales. Además le hacía saber su opinión en el sentido de que no era conveniente subordinar la gobernación a la Real Audiencia de Chile y que no convenía mudar la sede eclesiástica desde Santiago del Estero a alguna otra ciudad.
En 1609, y autorizado por la Real Audiencia de Charcas, hizo abandono de la villa de Madrid de las Juntas y la fusionó con la ciudad de Esteco, resultando en una nueva población denominada Talavera de Madrid, trasladándola a otro sitio.
En 1611, entregó el mando del gobierno del Tucumán a su sucesor, Luis de Quiñones Osorio, y Ribera fue nombrado nuevamente gobernador de Chile.

### Segundo gobierno chileno
En la quebrada de Palo Seco perecieron, en 1606, más de 150 españoles mandados por el capitán Juan Rodulfo Lísperguer, en una emboscada que obligó de nuevo a despoblar el fuerte de Boroa, cerca de la antigua La Imperial. De un golpe se perdía el terreno ganado por los españoles en los últimos años. El gobernador García Ramón fue reemplazado entonces nuevamente por Alonso de Ribera.
Entró en conflicto con el jesuita Luis de Valdivia, influyente sacerdote que abogaba por una estrategia llamada guerra defensiva, que afectaba los intereses particulares de los encomenderos. Esto pese a que el rey designó a Ribera con el fin de que implementara el plan del padre Valdivia. El religioso consiguió de Felipe III una real cédula para establecer la Guerra defensiva en Arauco. Sin embargo, por falta de apoyo en Chile y problemas internos, ésta fracasó, y el soberano ordenó la reanudación de la guerra ofensiva contra los belicosos mapuches comandados por el lonco Anganamón, en 1612. Alonso de Ribera volvió al cargo de gobernador hasta 1617, año en que falleció en la ciudad de Concepción, Chile.